# Bart Dockx
Bart Dockx (født 2. september 1981) er en belgisk tidligere professionel cykelrytter.